# 榎本ナリコ
榎本 ナリコ（えのもと ナリコ、1967年11月5日 - ）は、日本の漫画家。批評活動、同人誌活動などは野火 ノビタ（のび ノビタ）名義で行なっている。東京都出身。女性。國學院大學文学部卒業。
1997年、『ビッグコミックスピリッツ』（小学館）に掲載の「センチメントの季節」でデビュー。
2004年、野火ノビタ名義の『大人は判ってくれない 野火ノビタ批評集成』（日本評論社）が第3回（2003年度）センス・オブ・ジェンダー賞 特別賞を受賞。

## 略歴
- 1997年 - 『センチメントの季節』によりデビュー。
- 2004年 - 第3回センス・オブ・ジェンダー賞 特別賞 受賞。（『大人は判ってくれない 野火ノビタ批評集成』）

## 作品リスト

### 榎本ナリコ名義
- センチメントの季節（全8巻） - 1997年〜2001年、小学館（ビッグスピリッツコミックススペシャル）『ビッグコミックスピリッツ』連載。2005年、小学館文庫（全4巻）。デビュー作にして代表作。
- ふしぎなジジ・ガール - 1999年、ホーム社 (Eyes comics) 集英社少女漫画誌『Eyes』（廃刊）連載、2010年、一迅社DNAコミックス（新装版全1巻）
- 力の在り処（全2巻） - 2002年〜2003年、双葉社（アクションコミックス）『漫画アクション』連載、2010年、一迅社DNAコミックス（新装版全2巻）
- スカート - 2002年、小学館（ビッグスピリッツコミックススペシャル）『ビッグコミックススピリッツ増刊』連載
- 榎本ナリコ+野火ノビタ（全3巻） - 2002年、双葉社（アクションコミックス）（同人誌掲載の二次創作＋オリジナル作品集）
  1. 二次創作作品（新世紀エヴァンゲリオン）
  2. 二次創作作品（幽☆遊☆白書）
  3. オリジナル作品（ボーイズラブ作品等）
- 「ゆめみるこころ」をもういちど - 2003年、 集英社『YOU』2003年No.20掲載（読み切り）
- ホーム・ドラマ - 2003年、集英社（クイーンズコミックス）『YOU』短期連載
- 歌集 - 2005年、小学館（ビッグコミックススペシャル）『ビッグコミックスピリッツ増刊 山田』2～5号掲載、『ビッグコミックスピリッツ増刊 漫戦』掲載
- こころ - 2005年、小学館（ビッグスピリッツコミックススペシャル）『ビッグコミックスペリオール』連載（ 夏目漱石の小説を現代に置き換えて漫画化したもの）
- リボン RE-BORN - 2003年〜2004年、小学館（ビッグコミックス） （『ビッグコミックスピリッツ増刊 漫戦』連載、『ビッグコミックスピリッツ増刊 Casual』掲載）
- 私の優しくない先輩 - 2005年、碧天舎、（表紙絵のみ、著：日日日）
- 風の守り歌（全2巻） 2005年〜2007年、講談社X文庫ホワイトハート、（挿絵、著：志堂日咲）
- 寓話 アレゴリア - 2006年、双葉社（アクションコミックス）、2010年、一迅社DNAコミックス（新装版全1巻）
- えいえんのすむところ - 2006年、集英社（クイーンズコミックス）
  - えいえんのすむところ（前編、後編）
  - 星の光はむかしのひかり（第1話、第2話、最終話）
- 時間の歩き方 - 2007年〜2013年、朝日新聞出版（眠れぬ夜の奇妙な話コミックス）『ネムキ』連載
- 世界制服 - 2008年〜2009年、小学館（サンデーGXコミックス）『月刊サンデージェネックス』連載
- 聖モエスの方舟 - 2009年〜2013年、小学館（サンデーGXコミックス）『月刊サンデージェネックス』連載
- 少女ゴーレム - 2015年、朝日新聞出版『Nemuki+』2015年9月号（「少女ゴーレムと理科室の変人たち」の下地となった読み切り）
- 少女ゴーレムと理科室の変人たち - 2016年〜2017年、朝日新聞出版（Nemuki+コミックス）『Nemuki+』連載
- センチメントの行方（既刊3巻） - 2017年〜、幻冬舎コミックス（バーズコミックス）『月刊バーズ』→『comicブースト（旧・デンシバーズ）』連載 （「センチメントの季節」の後継作）

### 野火ノビタ名義
- 飛行少年ズ - 1995年、太田出版（二次創作（幽遊白書）パロディ集）
- HAPPY UNDER LIFE - 1995年、ひかり出版（ブレスコミックス）
- ハルオ サクラダファミリア - 1996年、太田出版
- 抱きしめてくれるなら - 1997年、ビブロス (Super Be-Boy comics)
- 帰って来たひとさらい - 1997年、ビブロス (Zero comics)
- 君の顔に射す影 - 2005年、ビブロス (Be-Boy comics)
- 長い間きみを見ていた - 2011年、リブレ出版（Be-Boy comics）

### 画集
- 榎本ナリコ画集 センチメントの季節 - 2000年、小学館

### 小説
- 蜜の眠り（明智抄他著） - 「少女と少年」榎本ナリコ 2000年、廣済堂出版（廣済堂文庫） / 2001年、光文社（光文社文庫）（内容は同一）
  - 女性作家（小説家、漫画家）10名による短編小説アンソロジー。

### 評論
- 大人は判ってくれない 野火ノビタ批評集成 - 2003年、日本評論社
  - 新世紀エヴァンゲリオン、幽遊白書 etc.の漫画評論と「やおい」論。斎藤環（精神科医）との対談付

## 文献
- 藤本由香里『少女まんが魂 現在を映す少女まんが完全ガイド&インタビュー集』白泉社、2000年12月、ISBN 4592731786
  - 少女マンガ評論家・藤本由香里によるインタビューを掲載